# 風子のいる店
『風子のいる店』（ふうこのいるみせ）は、岩明均による漫画作品。『コミックモーニング』（講談社）1985年23号に初出、やがて隔週連載となり、1988年27号で完結した。モーニングKC（講談社）より全4巻が刊行され、1995年に講談社漫画文庫から再版された。
著者初の連載・単行本化作品。喫茶店を主な舞台とする人情ドラマ的な作品である。当初は随時掲載だったため1話完結のストーリーが多いが、中盤以降は高校生活を通して風子の成長を描く連続したストーリーが多くなった。日本社会の常識的な物の見方に疑問を呈して読者に考えさせるエピソードが多い。

## あらすじ
郊外の街に住む高校生風子は、吃音のために学校で教師やクラスメイトから迷惑がられ自殺も考えるが、逃げ場所を求めて喫茶店「ロドス」のウェイトレスになった。それは内気な性格を直す為でもあった。風変わりな出来事の多い「ロドス」で、様々な他人と関わり合いながら、風子はしだいに明るく成長していく。
やがて受験が近づき、風子は自らの進路や生き方について考え始める。自分が子供である事をもどかしく思うが、大人になる事への不安も感じる。同級生たちには、夢に向けて歩き始める者もいれば、深く苦悩する者もいた。自分の道を見い出せない風子は、周囲の人々のそんな姿に圧倒される事も多い。しかし「ロドス」での2年余りの、様々な人生との触れ合いを通して、いつしか風子は自分らしい生き方を掴みつつあった。

## 登場人物
著者の岩明によれば、本作は人物の設定が先にあり、それを引き立てるために物語を構築していくという作り方を試みたという。結果的にこの方法は岩明の作風に合わずに苦労したと述懐しており、その反省点が岩明の次作『寄生獣』に生かされたという。
有沢風子（ありさわ ふうこ）
主人公。「ロドス」のウエートレスで吃音者の女子高校生。内気で純真な性格だが芯は強く、事件に遭遇した時などには意外な行動力を見せる一面もある。何か起きても全部自分で背負いこんで、一人で解決しようとする性格。
学校では言葉が突っかかってしまい授業の進行の妨げになるとして迷惑がられており、強い疎外感を持っている。また、自分には1つも取り柄がないと劣等感を持っていて、長距離が得意な田島や力自慢のみさ子など取り柄がある人を羨んでいる。
授業では上手く話せないが、仲のいいクラスメイトからは「頭はいい」「（受験について）ペーパーテストだけなら大丈夫」などと言われており、本人曰く「勉強は嫌いじゃないけど人と競うのが苦手、競うと負けるから」。
西崎信夫（にしざき のぶお）
通称マスター。風子を優しく見守る「ロドス」のマスター。かつてはラガーメンだったらしく意外と頑丈。
田村友美（たむら ともみ）
マスターの友人。旧姓大森。離婚してスナック『絵夢』のママになる。
みさ子（みさこ）
『ロドス』に新しくきたウエートレス。文武両道の巨体の女子大生(本人は「花の女子大生」と言っている)。風子の良き相談相手。いつもニコニコしており、少々のことにも動じない。本人によると元いじめられっ子でいじめられないように体を鍛えて心身ともに強くなった。
「腕相撲（お客様お一人につき1日1回のみ右手限定。対戦前にコーヒー1杯などを注文してもらう）でみさ子に勝てば2000円分の食券をプレゼントする」という企画により店の売上げに貢献した。
仁科（にしな）
「ロドス」の常連。行動力旺盛でユニークな大学生（一浪して私立大に通っている）。ひとり悩む風子に、様々な生きる上でのヒントを与える。大学の校舎の壁を空色に塗って校舎を「消す」いたずらを実行した。

### 風子の学校関係
田島光二（たじま こうじ）
同級の不良学生。粗野な性格で時々同級生などを殴ったりすることがあり、中学の頃はさらに悪かった。過去に理恵を妊娠させたことがある。
風子に関心を持ち度々ちょっかいを出すが、やがてその真面目さに感化されてゆく。
抜群の運動能力を持ち、桁違いの逸材と呼ばれる陸上部員。練習をサボり気味なのにも関わらず高校2年の学年末の校内マラソン大会で10kmを29分55秒で完走。
理恵（りえ）
クラスメイト。風子の数少ない親友だが、過去に付き合って自分を傷つけた田島と仲良くする風子に複雑な想いも持つ。少々気が強く、時々荒っぽい言葉遣いをすることがある。
北見（きたみ）
風子に思いを寄せるクラスメイト。今ひとつ押しが足りない。
石井（いしい）
陸上部の顧問。田島が持つ才能に固執し、陸上競技に真剣に打ち込むようたびたび説得する。
北川（きたがわ）
田島の友人。けんかっ早い性格。

### その他の人物
伸一（しんいち）
いじめられっ子の中学生。みさ子を慕っていて、「腕相撲」の見学をしたり、勉強を教わったりしている。
丸尾（まるお）
田島の中学時代の先輩。中学の頃は田島も慕っていて、不良仲間の「いいアニキ分」だった。しかし高校に入ってからは田島や他の仲間も離れて行き疎遠に、その後偶然会ったことで田島や風子にちょっかいを出す。
ユカリ（ゆかり）
公園でレイプ被害にあったことから、風子と出会う同い年の少女。風子に優しくしてもらったが、ぶりっ子のような風子を内心良く思っていなかった。
正平（しょうへい）
マスターの叔父。放浪画家。マスターによると「ある程度名の通った画家」とのこと。
『ロドス』の常連客
風子を目当てに来店する人々。客の注文がうまく復唱できない風子を偏愛するサラリーマン風の男、音を立ててコーヒーをすする無口なお爺さんなど若干名がいる。
浜野（はまの）
第2話に登場したプロボクサー。2年後の第41話に再登場した際には日本4位のボクサーとなっている。ジムに入門してきた田島光二にかなりの期待をよせている。

## 初期の掲載状況
- 第1話 1985年12月5日号
- 第2話 1986年1月16日号
- 第3話 1986年4月3日号
- 第4話 1986年6月12日号
- 第5話 1986年7月17日号
- 第6話 1986年8月21日号
- 第7話 1986年10月9日号（以後はほぼ隔週ペースで掲載）

## 書誌情報
- モーニングKC（講談社、全4巻）
  - 第1巻 1986年12月刊行 ISBN 978-4061025943
  - 第2巻 1987年8月刊行 ISBN 978-4061026179
  - 第3巻 1988年2月刊行 ISBN 978-4061026339
  - 第4巻 1988年8月刊行 ISBN 978-4061026513
- 講談社漫画文庫（講談社、全4巻）：各巻頭に4頁のカラーイラストと各巻末にあとがきが追加された。
  - 第1巻 1995年5月刊行 ISBN 978-4062600682
  - 第2巻 1995年5月刊行 ISBN 978-4062600699
  - 第3巻 1995年6月刊行 ISBN 978-4062600798
  - 第4巻 1995年6月刊行 ISBN 978-4062600804

## 関連書籍
- 永井哲『マンガの中の障害者たち-表現と人権』（解放出版社、1998年） ISBN 978-4759251234
本書の障害者に対する視点を高く評価し、障害者が主役としてきちんと描かれた最初の漫画だとした。永井は聴覚障害者。